# 維若姆利亞河
維若姆利亞河（烏克蘭語：Віжомля），是烏克蘭的河流，位於該國西部利沃夫州，屬於什克洛河的左支流，發源自維若姆利亞東北面，流經亞沃里夫區，河道全長25公里，流域面積93平方公里。